# Злочини усташа у котару Босанска Градишка
Злочини усташа у котару Босанска Градишка представљају пример масовних злочина геноцида над српским становништвом Козаре и Босанске крајине које је спроводио усташки режим Независне Државе Хрватске, током Другог светског рата, уз учешће формација и органа Трећег рајха.
Котар/општина Босанска Градишка је имала највеће поименице познате губитке становника на тлу Југославије, у апсолутним бројкама, након котара Босанска Дубица и града Београда. На тлу Босне и Херцеговине котар Босанска Градишка имао је највеће губитке након суседног котара Босанска Дубица који је током рата изгубио најмање 16.155 (53%) становника. С обзиром да је котар Босанска Градишка имао већи број становника од котара Босанска Дубица, процентуални губици котара Босанска Градишка су мањи у односу на суседни котар, иако су оба котара имала бројчано подједнаке губитке.
Котар/општина Босанска Градишка током током Другог светског рата изгубио је најмање 16.067 становника. Установљено је да су усташе и органи Независне Државе Хрватске одговорни за смрт најмање 11.653 становника котара, али логично је претпоставити да су усташе одговорне и за смрт већег дела од 3.823 становника за које није било могуће установити формацију одговорну за страдање.
Котар Босанска Градишка имао је највећи број страдале деце и особа женског пола у односу на све остале котареве/срезове/општине на тлу Југославије у Другом светском рату, што довољно сведочи о изложености геноциду локалног српског и ромског становништва.
Котар Босанска Градишка имао је највеће губитке српског становништва на тлу читаве Југославије, после котара Босанска Дубица.
Котар Босанска Градишка имао је највеће губитке ромског становништва на подручју Босне и Херцеговине.
Највећи број становника котара који је изгубио живот у ратним околностима, живео је у поткозарским селима у западном делу котара. Они су убијени у завичају или су ухваћени и депортовани у усташке логоре, многи потом у нацистичке логоре, током Операције Козара, коју су спровеле оружане снаге Независне Државе Хрватске и Трећег рајха.
Број страдалих био би већи да се фашистима током Операције Козара 1942, али и у претходној години, нису супротставиле снаге Народноослободилачке војске Југославије.
Именом и презименом утврђено је 9.962 жртве са подручја котара Босанска Градишка који су страдали у систему логора Јасеновац. Котар Босанска Градишка је подручје које је појединачно дало највише жртава Јасеновца и Старе Градишке.

## Нумеричко одређење броја страдалих
Напомена: сви наведени нумерички подаци заснивају се на раду историчара Јована Мирковића, кустоса Музеја жртава геноцида из Београда: Јован Мирковић, "Жртве рата 1941-1945. са подручја Босанске крајине - прилози истраживању геноцида", зборник: Истраживања и меморијализација злочина геноцида и ратних злочина, Београд, (2012). стр. 12-52.
Број становника 1931.
- православци 39.621 (69,22%)
- католици 8.682 (15,17%)
- муслимани 7.335 (12,82%)
- остали 1.597 (2,79%)
- укупно 57.235

Број страдалих 1941-1945.
- 16.067

Број од 16.067 поименице познатих страдалих становника котара Босанска Градишка није коначан, иако је приближан. Ови поименични подаци резултат су пописа жртава рата које је 1950. организовао локални СУБНОР и допуне коју су начинили сарадници Музеја жртава геноцида из Београда.
Етничка структура жртава
- Срби 14.687
- Роми 849
- Муслимани/Бошњаци 295
- Хрвати 105
- Јевреји 41
- остали 90

Котар Босанска Градишка имао је највеће губитке српског становништва на подручју Југославије, ако изузмемо људске губитке котара Босанска Дубица. Котар Босанска Градишка имао је највеће губитке ромског становништва на подручју Босне и Херцеговине.
Родна структура жртава
- мушкарци 8.618
- жене 7.170
- непознато 279

Котар Босанска Градишка имао је највећи број страдалих особа женског пола у односу на све остале котареве/срезове/општине на тлу Југославије у Другом светском рату.
Број деце страдале у рату
- 5.033

Котар Босанска Градишка имао је највећи број страдале деце у односу на све остале котареве/срезове/општине на тлу Југославије у Другом светском рату.
Формације одговорне за страдање локалног становништва
- формације НДХ 11.653
- Немци 543
- остали 48
- непознато 3.823

Међу страдалима на подручју котара било је 1.161 борац НОВЈ, 34 војника Војске Краљевине Југославије (страдали у Априлском рату или у заробљеничким логорима), док су остали страдали били цивили.
Жртве према години смрти
- 1941: 437
- 1942: 11.432
- 1943: 1.020
- 1944: 2.664
- 1945: 514[1]

## Геноцид над децом у котару Босанска Градишка
На подручју котара Босанска Градишка забележени су бројчано највећа страдања деце на тлу Југославије у Другом светском рату. Најмање 5.033 деце са овог подручја страдало је током рата. Укупан број страдале деце је вероватно већи јер се оправдано претпоставља да нису забележена имена све деце, нарочито оне најмлађе.
Од 5.033 деце са подручја котара, убијено је 4.653 детета српског, 352 ромског, 12 јеврејског, 9 бошњачког и 7 хрватског етничког порекла.
На основу истраживања Драгоја Лукића познат је идентитет за 24.392 детета са подручја Босанске крајине која су страдала 1941-1945, углавном као жртве геноцида које је спроводила Независна Држава Хрватска. Лукић је приложио списак страдале деце по општинама и појединачним насељима.

### Број страдале деце до 15 година по насељима
| - Батар 37 - Берек 2 - Бистрица 272 - Бок Јанковац 1 - Босанска Градишка 83 - Босанска Орубица 7 - Буковац 3 - Буквик 2 - Вакуф 8 - Вилуси 20 - Врбашка 264 - Гашница 380 - Горња Јурковица 97 - Горњи Карајзовци 6 - Горњи Подградци 487 - Грбавци 91 - Греда 1 - Доња Јурковица 25 - Доња Долина 2 - Доњи Карајзовци 5 | - Доњи Подградци 169 - Драгељи 86 - Дубраве 38 - Елезагићи 11 - Жеравица 4 - Јабланица 403 - Јазовац 9 - Кијевци 118 - Ламинци Брезици 3 - Лужани 8 - Мачковац 1 - Машићи 31 - Милошево Брдо 194 - Миљевићи 33 - Мокрице 216 - Нова Топола 1 - Насип 4 - Орахова 131 - Петрово Село 1 - Рогољи 16 | - Романовци 41 - Ровине 22 - Сеферовци 5 - Совјак 154 - Средња Јурковица 39 - Требовљани 243 - Турјак 487 - Церовљани 29 - Цимироти 105 - Чатрња 20 |

У селима Горњи Подградци и Турјак убијено је 487 деце млађе од 15 година за време Другог светског рата. Ово је највећи број страдале деце у сеоским насељима на тлу Југославије 1941-1945.